# Церковь Девы Марии (Цвиккау)
Церковь Девы Марии (нем. Marienkirche), в просторечии Цвиккаусский собор (Zwickauer Dom) — посвящённая Деве Марии евангелически-лютеранская церковь, расположенная в немецком городе Цвиккау в федеральной земле Саксония.
Расположенное в самом центре города сооружение восходит к заложенной около 1180 года приходской церкви Девы Марии, значительно расширенной и перестроенной между 1453 и 1563 годами в стиле высокой готики. Элегантный двухъярусный барочный шпиль высотой 87 м был возведён в 1672 году Иоахимом Маквардтом из Плауэна взамен повреждённого ударом молнии изначального навершия.
В 1885—1891 годах церковь подверглась обновлению в современном тогда духе «реготизации» по проекту Оскара Мотеса: так, среди прочего, южный «свадебный портал» был украшен новыми фигурами из библейской притчи о десяти девах; неоготической обработке подверглись также и контрфорсы храма.
Во внутреннем убранстве достойны упоминания Пиета работы Петера Бройера (около 1500 г.), алтарь работы Михаэля Вольгемута (1479 г.) и кафедра работы Пауля Шпека (1538 г.).